# Song Dong

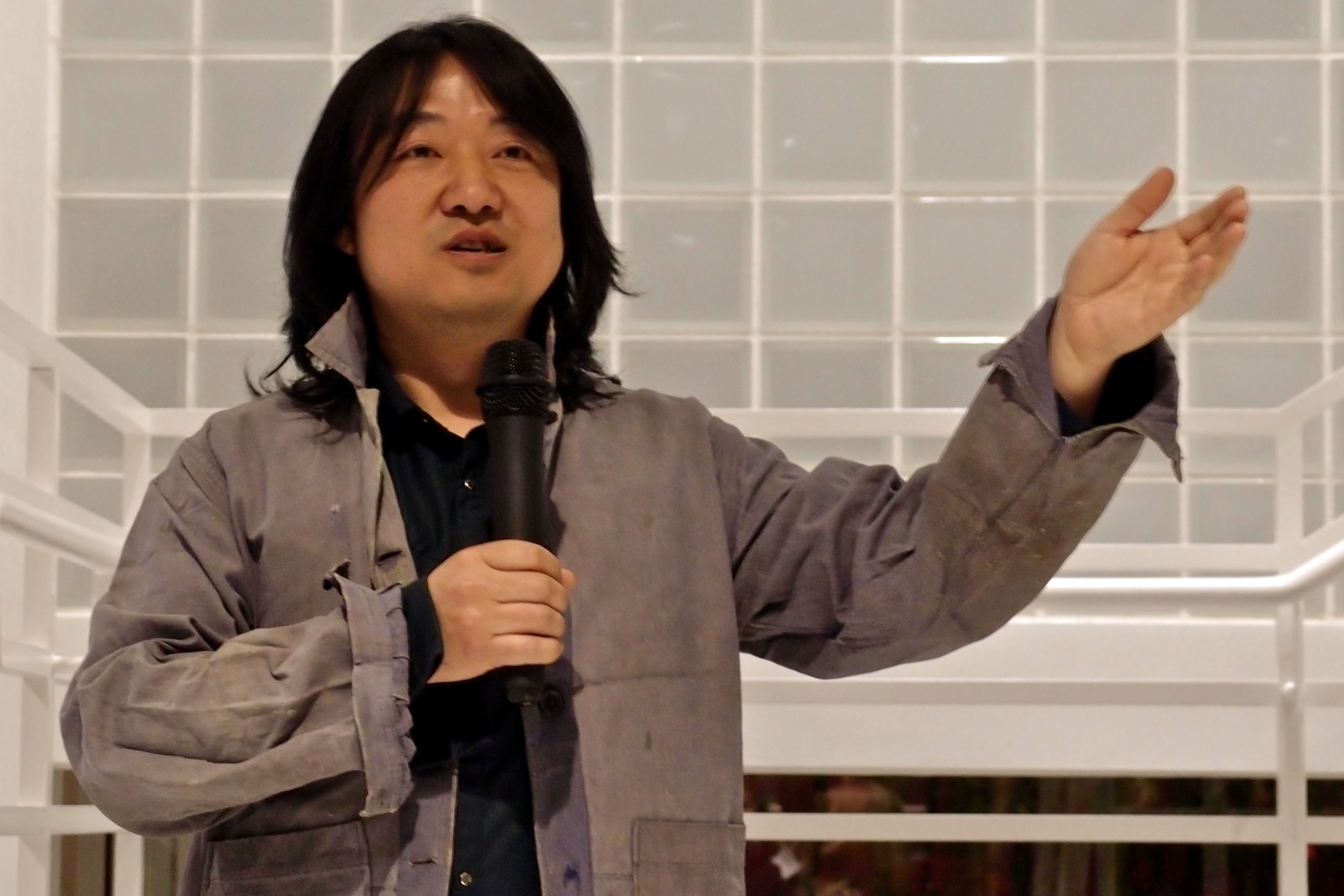
Song Dong, 2011

Song Dong, Kurzzeichen 宋冬 (* 1966 in Peking), ist ein chinesischer bildender Künstler, der sich durch Skulptur, Installation, Performance, Fotografie und Videokunst ausdrückt. Er gilt als Vertreter der Konzeptkunst.

## Leben

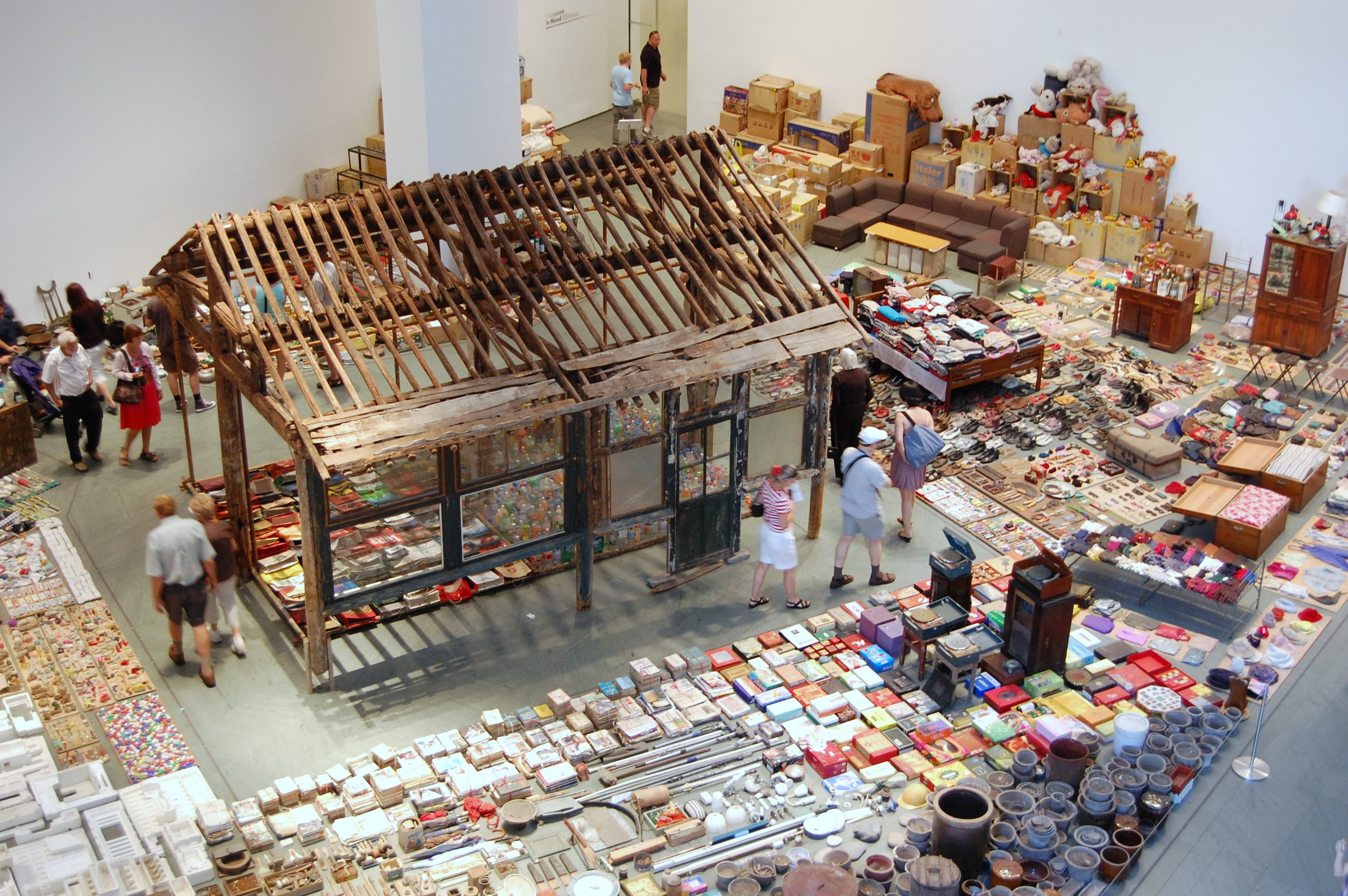
Installation Waste Not aus Haushaltsgegenständen seines Elternhauses, Museum of Modern Art, New York City, 2006

Song (Familienname) wurde in Peking geboren. Sein Vater († 2002) war ein Ingenieur, der wegen unterstellter konterrevolutionärer Aktivität während der chinesischen Kulturrevolution in ein Umerziehungslager gesteckt worden war. So wurde Song vor allem von seiner Mutter Zhao Xiangyuan (1938–2009) aufgezogen, ein Kind aus einer vormals vermögenden Familie, die ihn und seine Schwester Hui zum Malen ermunterte und mit fortschreitendem Alter eine obsessive „Sammelwut“ entwickelte. Ihre Wohnung lag in der Stadt, war winzig und voller Haushaltsgegenstände. Song studierte bis 1989 am Department of Fine Arts der Capital Normal University in Peking. Die gewaltsame Niederschlagung des Volksaufstands am Tian’anmen-Platz war für ihn ein einschneidendes Erlebnis. Das Ereignis führte dazu, dass er die Malerei, die er studiert hatte, fortan aufgab. Zusammen mit der Künstlerkollegin Yin Xiuzhen (* 1963), die er 1992 heiratete, wandte er sich der Avantgarde in der bildenden Kunst zu und probierte experimentelle Formen der Kunst aus, etwa Performances und Videokunst. Song lebt und arbeitet in Peking.

## Werke und Ausstellungen (Auswahl)

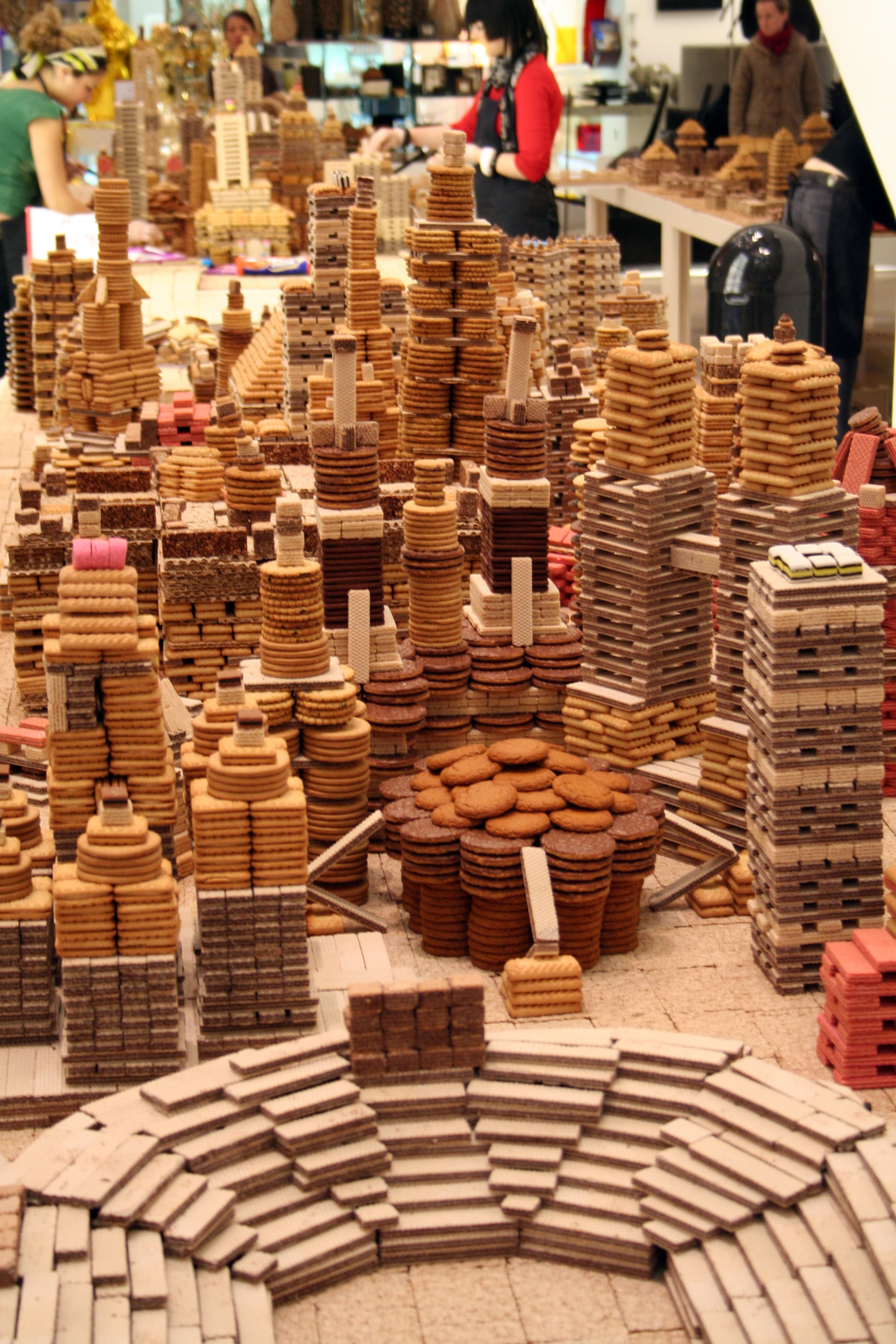
Eating the City, Installation in London, 2006

- 1994: Throwing a Stone, bemalter und beschrifteter Stein
- 1996: Breathing, Aktion auf dem Tian’anmen-Platz, Peking
- 1997: Touching My Father, Video über das distanzierte Verhältnis zu seinem Vater
- 2003 bis 2006: Eating the City, Installation, aufgebaut in Barcelona, Peking, Hongkong, London, Oxford und Shanghai
- 2005 bis heute: Waste Not, Installation aus den obsessiv gesammelten Haushaltsgegenständen der Eltern,[1] aufgebaut in Peking und an weiteren Orten in Kanada, den Vereinigten Staaten und Großbritannien, auch in der Kunsthalle Düsseldorf
- 2009: Projects 90, Museum of Modern Art, New York City
- 2010: A Blot in the Landscape, Serie von Videos, Peking
- 2012: Doing Nothing Garden, Land-Art-Installation in Gestalt bepflanzter Hügel aus abfallhaltigem Boden (ergänzt durch darauf aufgestellte chinesische Schriftzeichen, die sich auf Gedanken aus dem Daodejing beziehen), Karlsaue, dOCUMENTA (13), Kassel[2]
- 2015/16: Life is Art, Art is Life – Retrospektive Groninger Museum, Kunsthalle Düsseldorf
- 2016: Chinese Whispers, Zentrum Paul Klee, Bern, Schweiz

## Auszeichnungen
- 2000: Unesco/Aschberg Bursary Laureate
- 2006: Grand Award auf der Gwangju Biennale, Südkorea